# Daysleeper
Daysleeper è un brano della band statunitense R.E.M.. La canzone è il primo singolo estratto dall'undicesimo album della band Up (1998).
È il primo singolo ad essere stato pubblicato dopo il ritiro del batterista Bill Berry. Si dice che l'ispirazione per questo brano sia arrivata a Stipe vedendo sulla porta di un appartamento del palazzo dove risiedeva la scritta "Daysleeper" (ossia colui che, svolgendo un lavoro notturno, dorme di giorno appunto) nel periodo in cui cercava di realizzare un libro di haiku (difatti il testo risulta influenzato da questo stile poetico).

## Tracce
CD
1. "Daysleeper"
2. "Emphysema" (instrumental)
3. "Sad Professor" (live in studio) (Germany only)
4. "Why Not Smile" (Oxford American version)

7" and cassette
1. "Daysleeper"
2. "Emphysema" (instrumental)

## Classifiche
| Classifica (1998)               | Posizione massima |
| ------------------------------- | ----------------- |
| Austria                         | 17                |
| Belgio (Fiandre)                | 59                |
| Canada                          | 5                 |
| Germania                        | 57                |
| Irlanda                         | 15                |
| Italia                          | 9                 |
| Norvegia                        | 12                |
| Nuova Zelanda                   | 18                |
| Paesi Bassi                     | 64                |
| Regno Unito                     | 6                 |
| Stati Uniti                     | 57                |
| Stati Uniti (adult alternative) | 1                 |
| Stati Uniti (alternative)       | 18                |
| Stati Uniti (mainstream rock)   | 30                |
| Svezia                          | 46                |
| Svizzera                        | 49                |